# Jitō

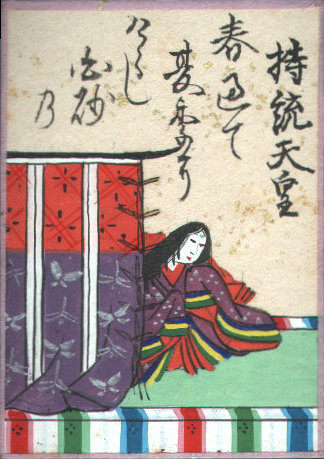
Jitō, Illustration aus einer Hyakunin-Isshu-Ausgabe (Edo-Zeit)

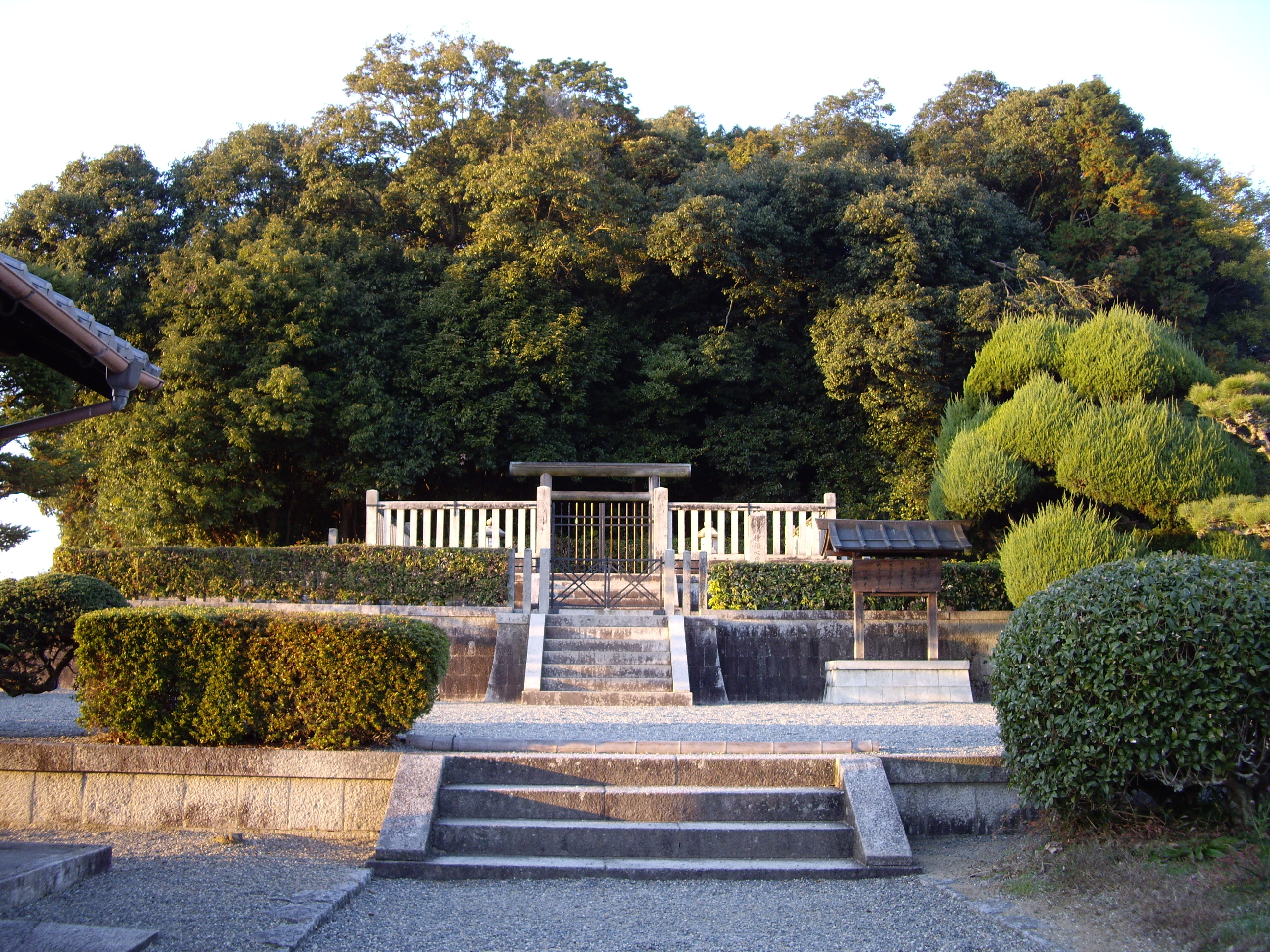
Grab der Tennō Temmu und Jitō in Nara

Jitō (jap. 持統天皇, Jitō-tennō; * 645; † 13. Januar 703) war eine japanische Herrscherin und von 686 bis 697 der 41. Tennō von Japan.

## Leben
Sie war eine Tochter des Tenji-tennō und heiratete Temmu, den damaligen Kronprinzen und jüngeren Bruder ihres Vaters. Jitō hatte einen Sohn von Temmu, genannt Kusakabe. Prinz Kusakabe wurde der Kronprinz Temmus, aber er starb, bevor er den Thron besteigen konnte. Karu no Miko, der Sohn Kusakabes, war noch ein Kind, sodass Jitō nach dem Tod des Temmu-tennō den Thron bestieg und regierte, bis ihr Enkel erwachsen wurde. Sie führte die Reformen ihres Mannes fort und residierte auch weiterhin im Kiyomihara-Palast ihres Mannes, bis sie im Jahr 694 die Hauptstadt von Asuka-kyō nach Fujiwara-kyō (heute: Kashihara, Präfektur Nara) verlegen ließ. Am 17. August 697 dankte sie zugunsten ihres Enkels Mommu-tennō ab.
Sie war für ihren starken Charakter und ihre Weisheit bekannt. Einige Forscher vermuten, das Bild der Sonnengöttin Amaterasu in den Geschichtsbüchern Kojiki und Nihonshoki, deren Abfassung zu Jitōs Zeiten begonnen wurde, reflektiere die Figur dieser Tennō.
Strenggenommen sind die „himmlischen Majestäten“ erst ab Kaiserin Jitō als solche, also Tennō (天皇), zu bezeichnen, vorher sollte von den „Herrschern von Wa“ gesprochen werden. Auch dieser Landesname wurde erst Ende des sechsten Jahrhunderts in Nippon geändert.